# Grand-Place (Bruselas)
La Grand-Place (en francés) o Grote Markt (en neerlandés) es la plaza central de Bruselas. Mundialmente conocida por su riqueza ornamental, está rodeada por las casas de los gremios, el ayuntamiento y la Casa del Rey (Broodhuis en neerlandés, Maison du Roi en francés). Está considerada una de las más bellas plazas del mundo. La Grand-Place de Bruselas fue inscrita en 1998 en la lista del Patrimonio de la Humanidad de la Unesco.
Este lugar histórico ha sido escenario de numerosos acontecimientos tanto alegres como trágicos. Por ejemplo, en 1523, los primeros mártires protestantes, Henri Voes y Jean Van Eschen, fueron quemados por la Inquisición en la Grand-Place. Cuarenta años más tarde, fueron decapitados el conde de Egmont y el conde de Horn.
En agosto de 1695, cuando la ciudad era parte de los Países Bajos Españoles, durante la Guerra de la Liga de Augsburgo, la mayor parte de las casas, la mayoría construidas en madera, fueron destruidas durante el bombardeo por las tropas francesas dirigidas por el mariscal de Villeroy. Solo la fachada y la torre del ayuntamiento, que servía de diana para la artillería, y algunos muros de piedra resistieron las bolas incendiarias. Las casas que rodeaban la plaza fueron reconstruidas en piedra por los distintos gremios. Entre ellas, la casa de la corporación de los cerveceros acoge hoy en día el Museo de los Cerveceros.
La Grand-Place acoge frecuentemente acontecimientos festivos y culturales. Entre ellos, en agosto de cada año par, la instalación en su centro de una inmensa alfombra de flores, de 25 por 75 metros, compuesta de más de 500 000 plantas de begonia.

## Historia de la plaza
La implantación de un mercado en este lugar es sin duda el origen del comienzo del desarrollo comercial de la localidad a finales del siglo XI. Un escrito de 1174 menciona un bajo mercado (forum inferius) situado no lejos del punto en el que el río Senne se hacía navegable y había sido transformado para permitir la carga de barcas. Este barrio comerciante, dependiente de la iglesia de San Nicolás, patrón de los comerciantes, se presentaba entonces como un espacio descubierto que ocupaba el emplazamiento de una antigua marisma desecada a lo largo de la vía Steenweg,  importante ruta de la época que unía las prósperas regiones del Condado de Flandes y Renania.
A comienzos del siglo XIII se construyeron tres mercados comerciales entre la plaza y el Steenweg. A lo largo del tramo actualmente llamado rue du Marché aux Herbes/Grasmarkt, un mercado de carne o Grande Boucherie (Gran Carnicería), y del lado de la plaza, un mercado de pan y otro de tejidos. Estos mercados pertenecientes al duque de Brabante permitían exponer la mercancía protegida de la intemperie y controlar el almacenamiento y la venta con el fin de fijar las tasas. Las obras realizadas en la plaza a partir del comienzo del siglo XIV marcan la emergencia de la importancia de las autoridades de la ciudad, constituida por los comerciantes y los artesanos, frente a la autoridad de los señores. Ante la escasez de dinero, el duque cede progresivamente una parte de sus prerrogativas relacionadas con el control del comercio así como molinos, al Magistrado, consejo de la ciudad. La ciudad de Bruselas, en competencia con sus vecinas de Malinas y de Lovaina, hace construir por su cuenta en 1362 un nuevo y vasto mercado de tejidos, por aquel entonces primera industria de la ciudad, al otro lado de la plaza. Este mercado fue representado en un grabado hacia [1650] por Abraham Santvoort, ocupando la parte posterior del ayuntamiento. Más tarde la ciudad compra para destruirlos los edificios que molestaban en la plaza y define sus límites. La construcción del ayuntamiento en varias fases entre 1401 y 1455 transforma la plaza en sede del poder municipal, que responde ante el poder central, simbolizado por el palacio de Coudenberg. En frente del ayuntamiento, el poder del duque queda presente en el edificio antiguo mercado del pan, que tomará más tarde el nombre de Casa del Rey, que pierde desde 1406 su función comercial y se transforma en un lugar de recepción y de justicia principesca. Alrededor de la plaza se construyen las casas de algunos ricos empresarios y sobre todo de los gremios, cuya influencia es cada vez más importante. La mayoría de estas casas son de madera, algunas de estas viviendas fueron reconstruidas en piedra a lo largo del siglo XVII.
Tras el bombardeo de Bruselas de 1695, que la destruye casi por completo, la plaza fue reconstruida en unos años, por el gobernador español Maximiliano II Emanuel de Baviera.
A lo largo de los dos siglos siguientes, la plaza sufrió importantes degradaciones. Al final del siglo XVIII, durante las guerras revolucionarias francesas se destruyeron una gran parte de los símbolos y estatuas del Antiguo Régimen. Más tarde, los edificios fueron objeto de transformaciones y renovaciones desgraciadas, fachadas estucadas y blanqueadas, decoraciones suprimidas, así como de los estragos de la contaminación. Bajo el impulso del alcalde Charles Buls, el conjunto fue progresivamente restaurado y reconstruido, gracias a planos y representaciones de época.
En el centro de la plaza fue instalada en 1856 una fuente monumental en conmemoración del vigesimoquinto aniversario del reinado de Leopoldo I de Bélgica. Fue sustituida en 1860 delante de la Casa del Rey por otra, decorada con estatuas de los condes Lamoral y de Horns, decapitados en ese lugar. La fuente monumental se llevó a la plaza del Petit Sablon. Treinta años más tarde, durante la Belle-Époque, fue construido un quiosco de música.
La plaza del Gran Mercado (Gruute Met en bruselense) conservó su función secular de mercado matinal hasta el 19 de noviembre de 1959. En flamenco se la sigue llamando Grote Markt.

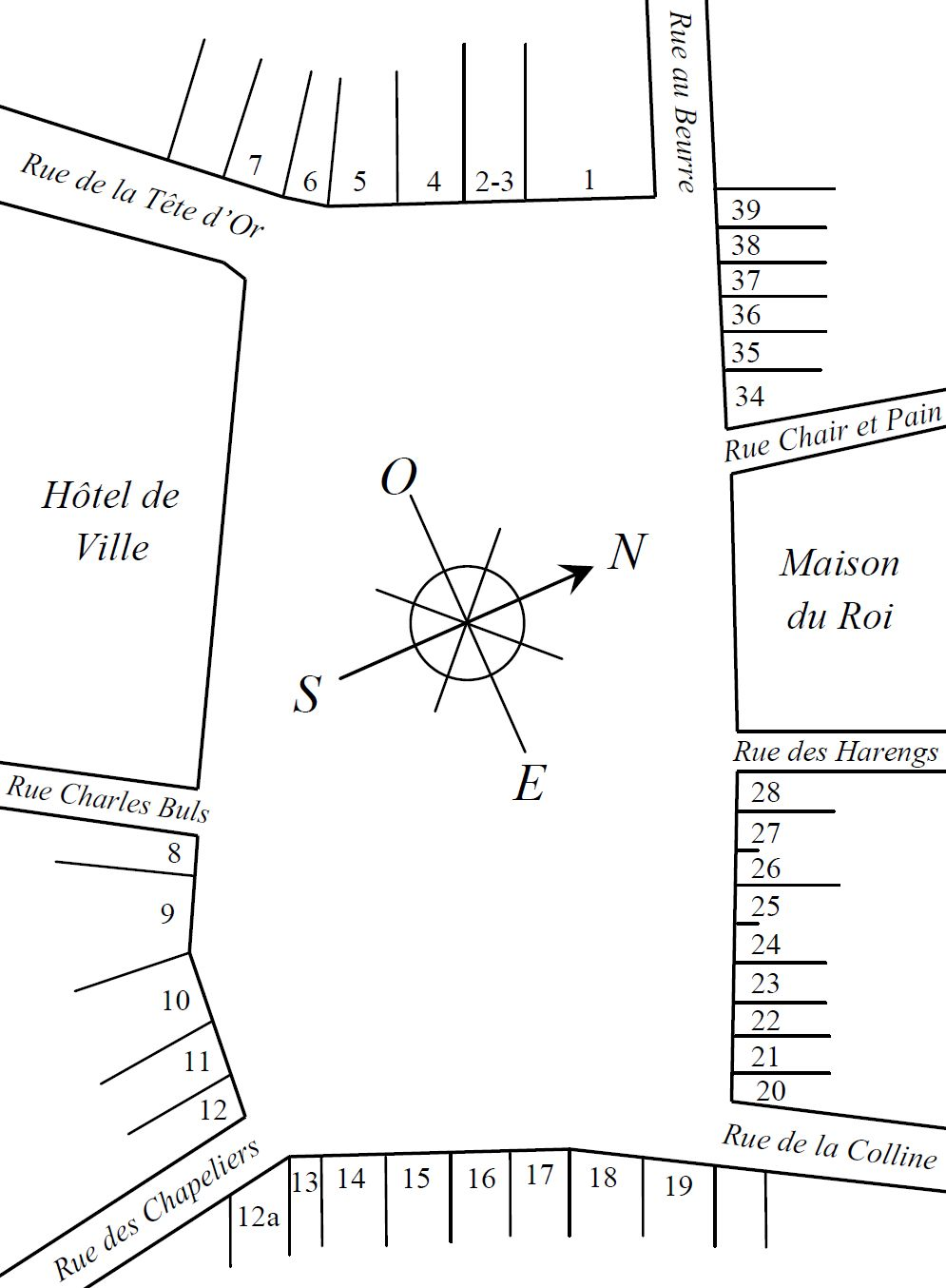
Situación de las casas de la Grand-Place
1 : Le Roi d’Espagne/Den Coninck van Spaignien (el Rey de España);
2 - 3 : La Brouette/Den Cruywagen (la carretilla);
4 : Le Sac/Den Sack (el saco);
5 : La Louve/Den wolf (la loba);
6 : Le Cornet/Den Horen (el cornete);
7 : Le Renard/ In den Vos (el zorro);
8 : L’Etoile/De Sterre (la estrella);
9 : Le Cygne/De Zwaan (el cisne);
10 : L’Arbre d’Or/Den Gulden Boom (al árbol dorado);
11 : La Rose/De Roos (la rosa);
12 : Le Mont Thabor/In den berg Thabor (el Monte Tabor);
12a : Alsemberg;
13 : La Renommée/De Faem (la renombrada);
14 : L’Ermitage/De Cluyse (la ermita);
15 : La Fortune/De Fortuine (la fortuna);
16 : Le Moulin à Vent/De Windmolen (el molino de viento);
17 : Le Pot d’Etain/De Tinnepot (el bote de estaño);
18 : La Colline/De Heuvel (la colina);
19 : La Bourse/De Borse (la Bolsa);
20 : Le Cerf/Het Hert (el ciervo);
21 : Joseph;
22 : Anne;
23 : L’Ange/Den Engel (el ángel);
24 - 25 : La Chaloupe d’Or/De Gulden Boot (la chalupa de oro);
26 - 27 : Le Pigeon/De Duif (la paloma);
28 : Le Marchand d’Or/De Gulden Koopman (el comerciante de oro);
34 : Le Heaume/Den Helm (el yelmo);
35 : Le Paon/Den Pauw (el pavo real);
36 : Le Petit Renard/Het Voske (ou le Samaritain) (el zorrito o el samaritano);
37 : Le Chêne/Den Eyck (el roble);
38 : Sainte-Barbe/Sint-Barbara (Santa Bárbara);
39 : L’Âne/Den Ezel (el asno);

## Descripción
La Grand-Place es una amplia explanada adoquinada.

### Lado oeste
- Casa número 1, El Rey de España.
  - Casa número 2 y 3 era La Carretilla (La Brouette - Den Cruywagen), pertenecía al antiguo gremio de fabricantes de sebo. Actualmente es una cervecería.
- Casa número 4 El Saco (Le Sac - Den Sack) era la del gremio de toneleros, ebanistas y carpinteros.
- Casa número 5 La Loba (la Louve-De Wolf), del antiguo gremio de arqueros.
- Casa número 6 El Cuerno (Le Cornet - Den Horen) del gremio de barqueros. La fachada imita la popa de un barco.
- Casa número 7 El Zorro (Le Renard - De Vos) del gremio de los merceros.

### Lado sur

#### El ayuntamiento
El ayuntamiento fue construido entre 1402 y 1455. Hoy en día es el único testigo de arquitectura medieval de la plaza.
El arquitecto fue probablemente el borgoñón Jean Bornoy, con quien colaboraba Jacques van Thienen.
Carlos el Temerario colocó en 1444 la primera piedra del ala derecha, cuyo arquitecto se desconoce. Algunos piensan que el arquitecto fue Guillaume de Voghel, que era el arquitecto de la ciudad de Bruselas en 1452 y fue el autor, en esta misma época, del aula magna del palacio de Felipe el Bueno. La construcción del ala derecha finalizó en el año 1449.
La torre de estilo gótico de 96 metros de altura es obra del arquitecto Jean van Ruysbroeck. En su extremo se encuentra una estatua del arcángel san Miguel, patrón de Bruselas, venciendo al Diablo.
Cabe destacar la asimetría del edificio, ya que la torre no se encuentra exactamente en el medio del edificio y la parte izquierda es diferente de la parte derecha. Una antigua leyenda conocida por los bruselenses cuenta que el arquitecto que concibió el edificio se suicidó tirándose de lo alto de la torre tras darse cuenta de este «error» arquitectónico. En realidad, ambas partes no fueron construidas al mismo tiempo. 
Según Paul de Saint-Hilaire, esta asimetría puede relacionarse con un posible omnipresente simbolismo alquimista de la Grand-Place. La parte izquierda del ayuntamiento comporta doce arcos, incluido el campanario, que representan la alquimia húmeda en doce etapas. Por su parte, el lado derecho cuenta siete arcos, contando el campanario, que simbolizan la nueva alquimia seca, en siete etapas. El número siete es de hecho enormemente representado en la arquitectura de la Grand-Place.

#### Casas en el lado sur
- Casa número 8, La Estrella (L'Etoile - De Sterre)
- Casa número 9, El Cisne (Le Cygne - De Zwaan), en el que se fundó el partido comunista belga en 1885.
- Casa número 10, El Árbol de Oro (L'Arbre d'Or - Den Gulden Boom), del gremio de cerveceros, alberga actualmente el museo de la cerveza
- Casa número 11, La Rosa (La Rose - De Roose)
- Casa número 12, El monte Tabor.

### Lado este
Casa números del 13 a 19, de los duques de Brabante

### Lado norte

#### Casas de los números 20 al 28  (Antiguas Casas gremiales)
- Casa número 20, El Ciervo (le Cerf - De Hert), que fue propiedad del arquitecto Van den Eynde.
- Casa número 21-22, Joseph & Anne. Tienda de Chocolates Godiva.
- Casa 24 y 25 La Chaloup d'or - Den Gulden Boot
- Casa 26 y 27, del gremio de pintores. Victor Hugo vivió en esta casa durante su exilio.
- Casa 28, El Cuartito de Amman/Las Armas de Brabanta.

#### Casa número 29-33: La Casa del Rey
La Casa del Rey fue, en el siglo XII, un edificio de madera donde se vendía el pan, de ahí el nombre que aún conserva en flamenco, broodhuis (casa del pan). Fue sustituido en el siglo XV por un edificio de piedra que acogía los servicios administrativos del duque de Brabante, es decir, el despacho del recaudador general del Señorío de Brabante; por esta razón, se la llamó Casa del Duque, y cuando dicho duque fue coronado rey de España, pasó a denominarse Casa del Rey. Carlos V la hizo a su vez reconstruir en estilo gótico tardío, muy parecido al que podemos admirar hoy en día, aunque sin torres ni galerías. Debido al desgaste sufrido a lo largo de los siglos, sobre todo durante el bombardeo de 1695, la ciudad la hizo reconstruir en 1873 en estilo neogótico. El edificio, renovado en 1985, acoge hoy en día el Museo de la Ciudad de Bruselas.

#### Casas de los números 34 al 39
- Casa 34, El Yelmo (Le Heaume-Den Helm)
- Casa 35, El Pavo Real (Le Paon-Den Pauw)
- Casa 36 y 37, El Zorrito (Le Petit Renard-Het Vosken)
- Casa 38, Santa Bárbara
- Casa 39 El Asno (L'Ane-Den Ezel)

## Galería de imágenes

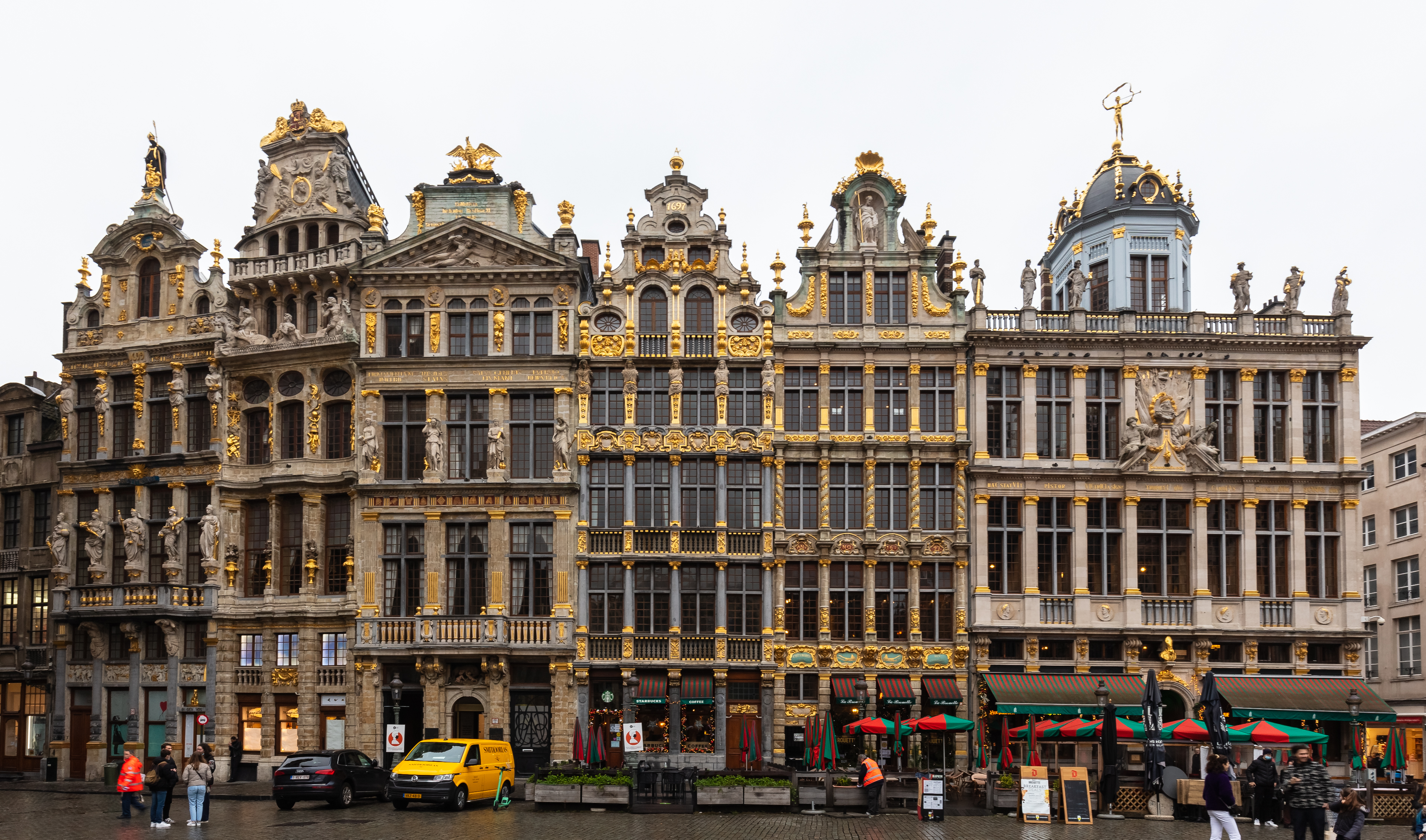
Casas en los números 1 a 7 en el ala oeste de la Grand-Place.
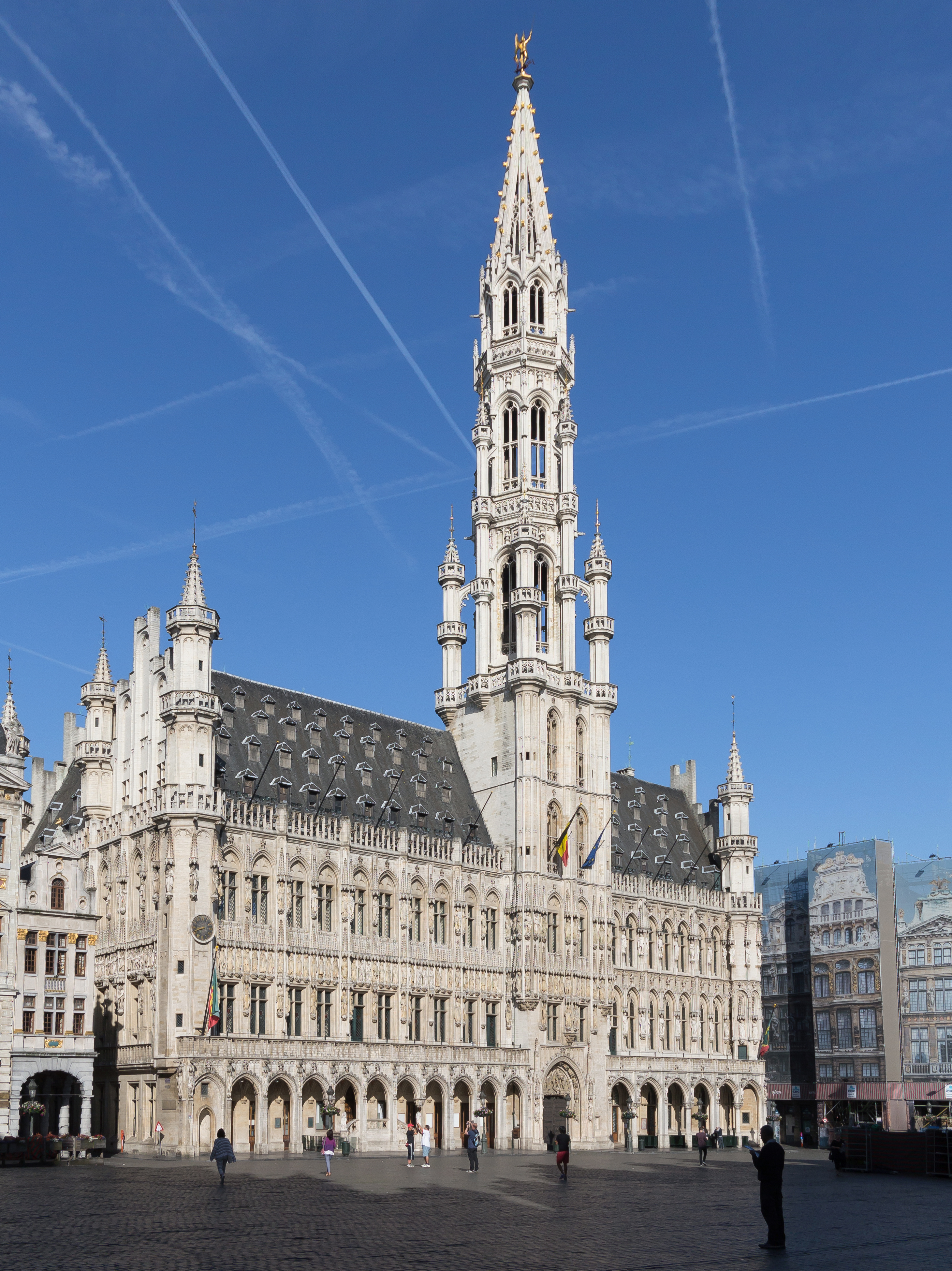
Ayuntamiento de Bruselas con su típico beffroi -torre-.
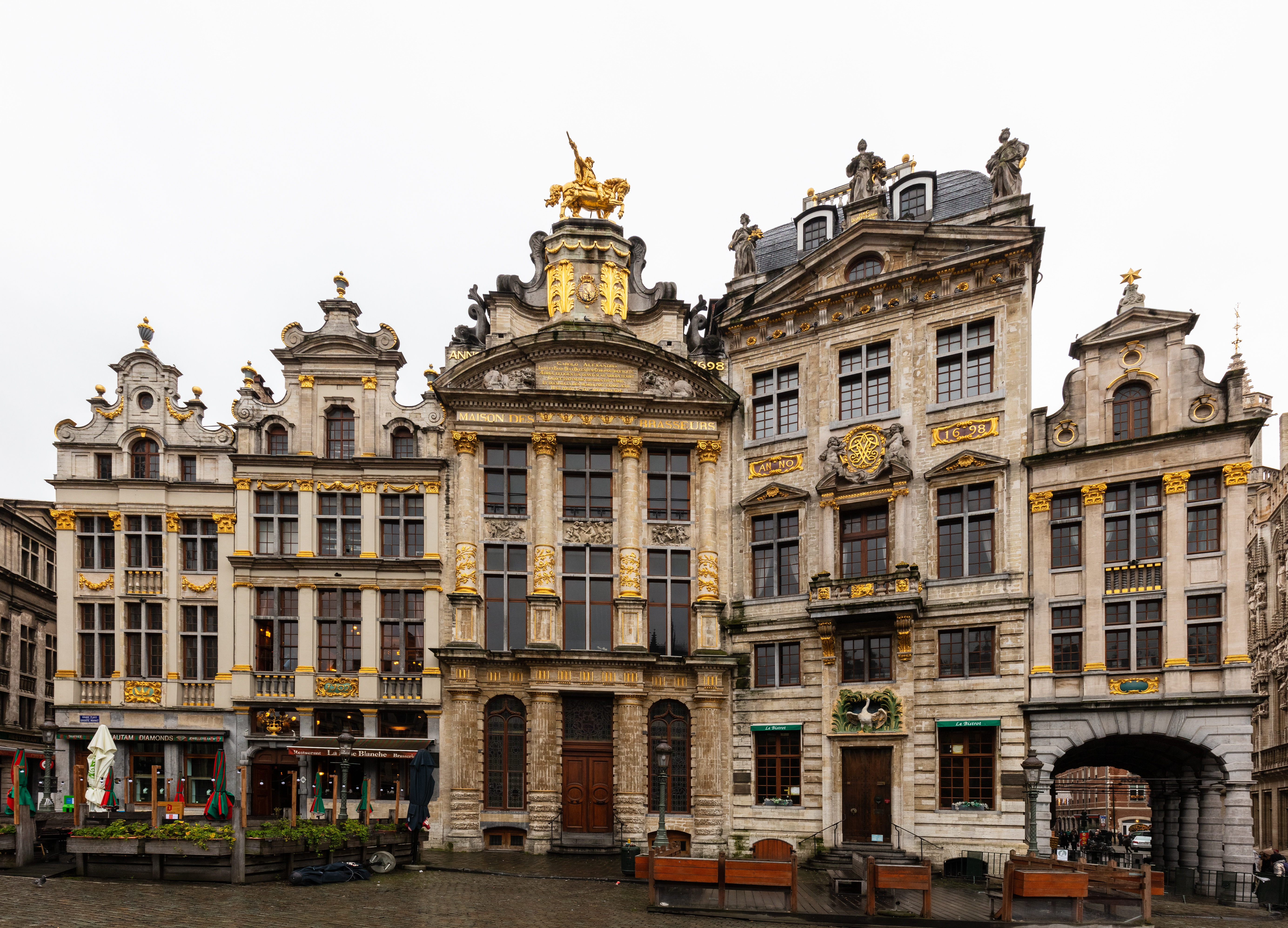
Casas en los números 8 a 12 en el ala sur de la Grand-Place: La Estrella (L'Etoile); El Cisne (Le Cygne); El Árbol de Oro (L'Arbre d'Or); La Rosa (La Rose);El monte Tabor.
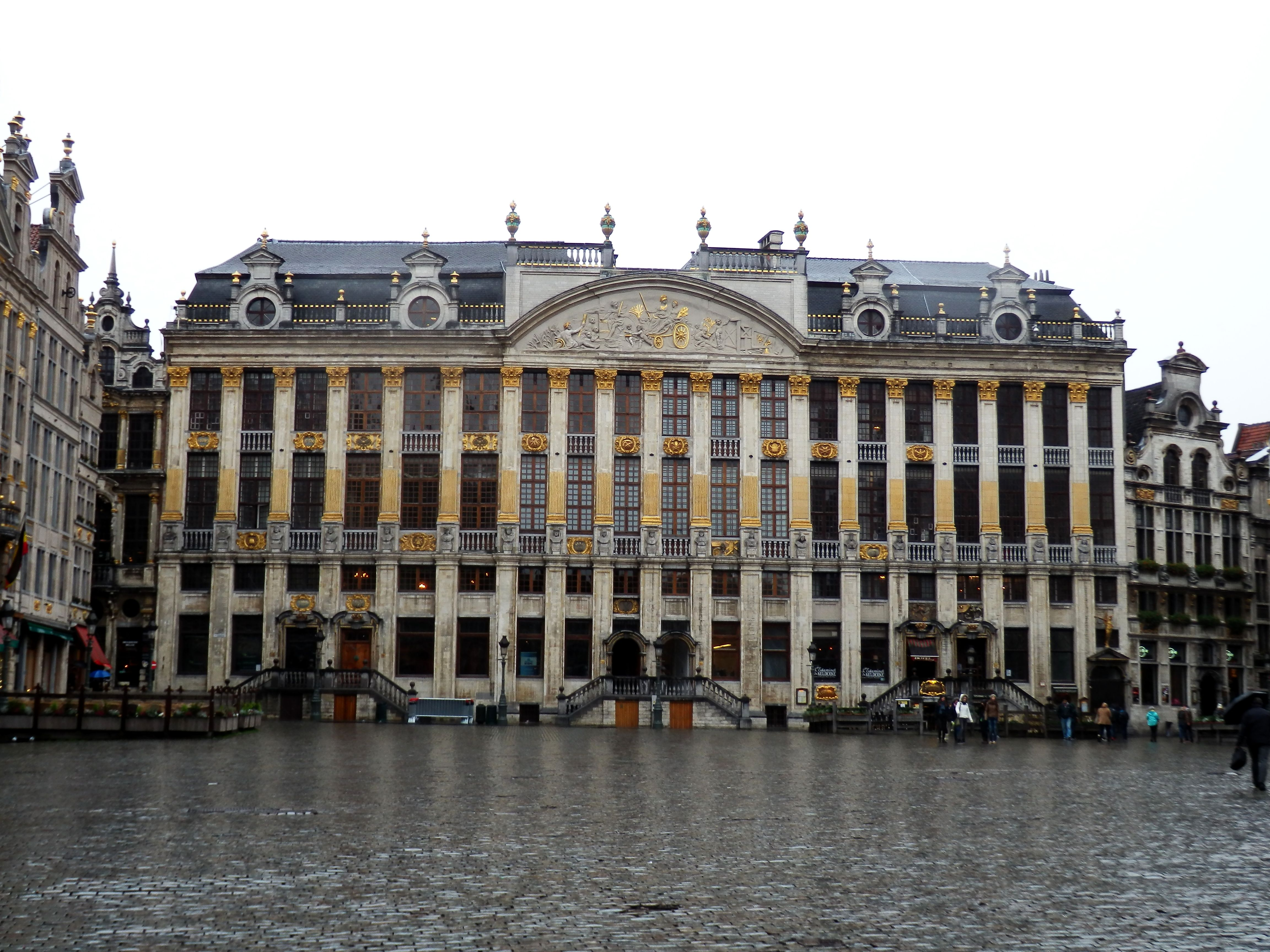
Mansión de los Duques de Brabante.
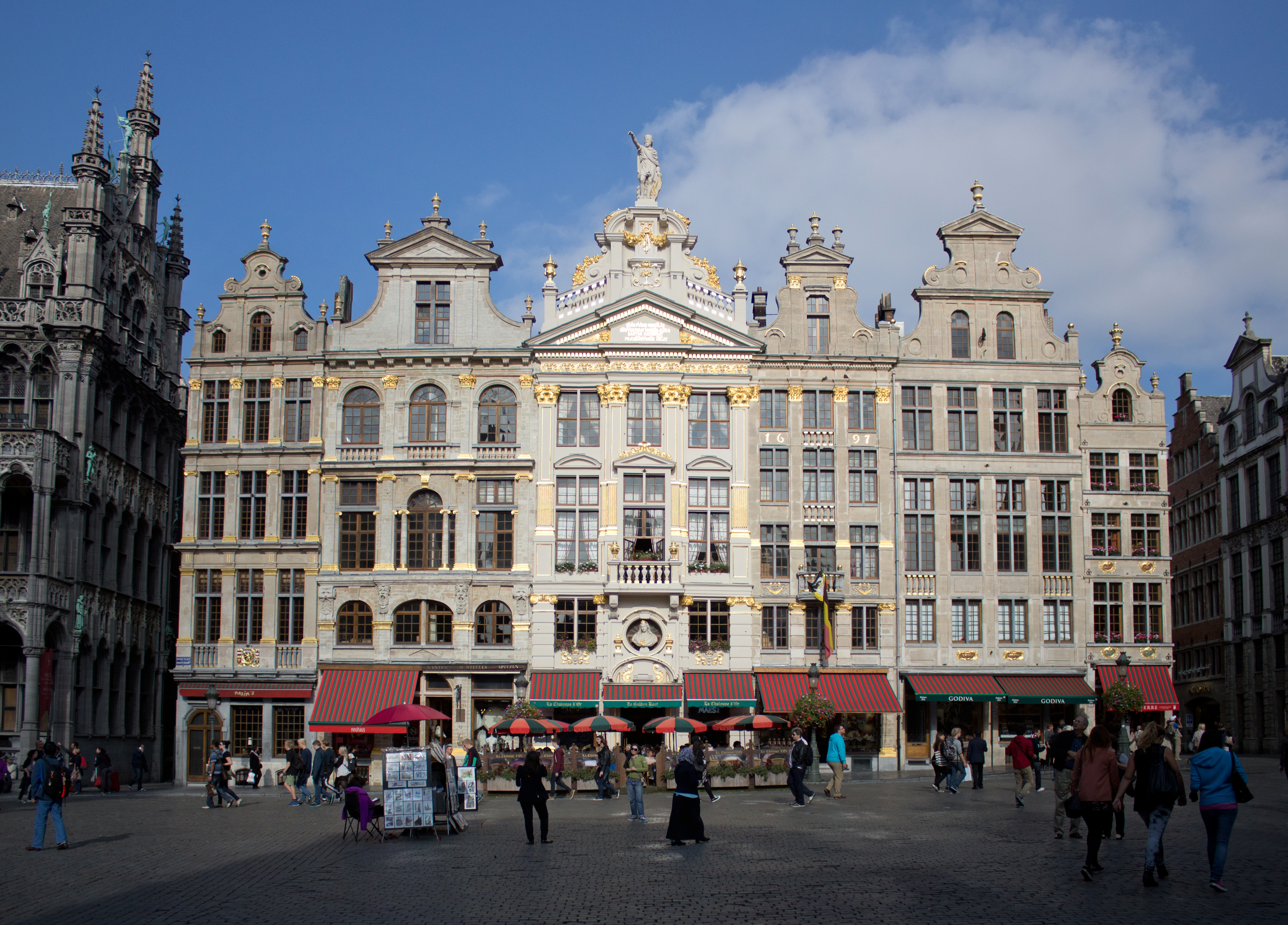
Casas en los números 20 a 28 de la Grand-Place: Le Cerf (el ciervo), Joseph;  Anne; L’Ange (el ángel); La Chaloupe d’Or (la chalupa de oro);  Le Pigeon (la paloma);  Le Marchand d’Or (el comerciante de oro).
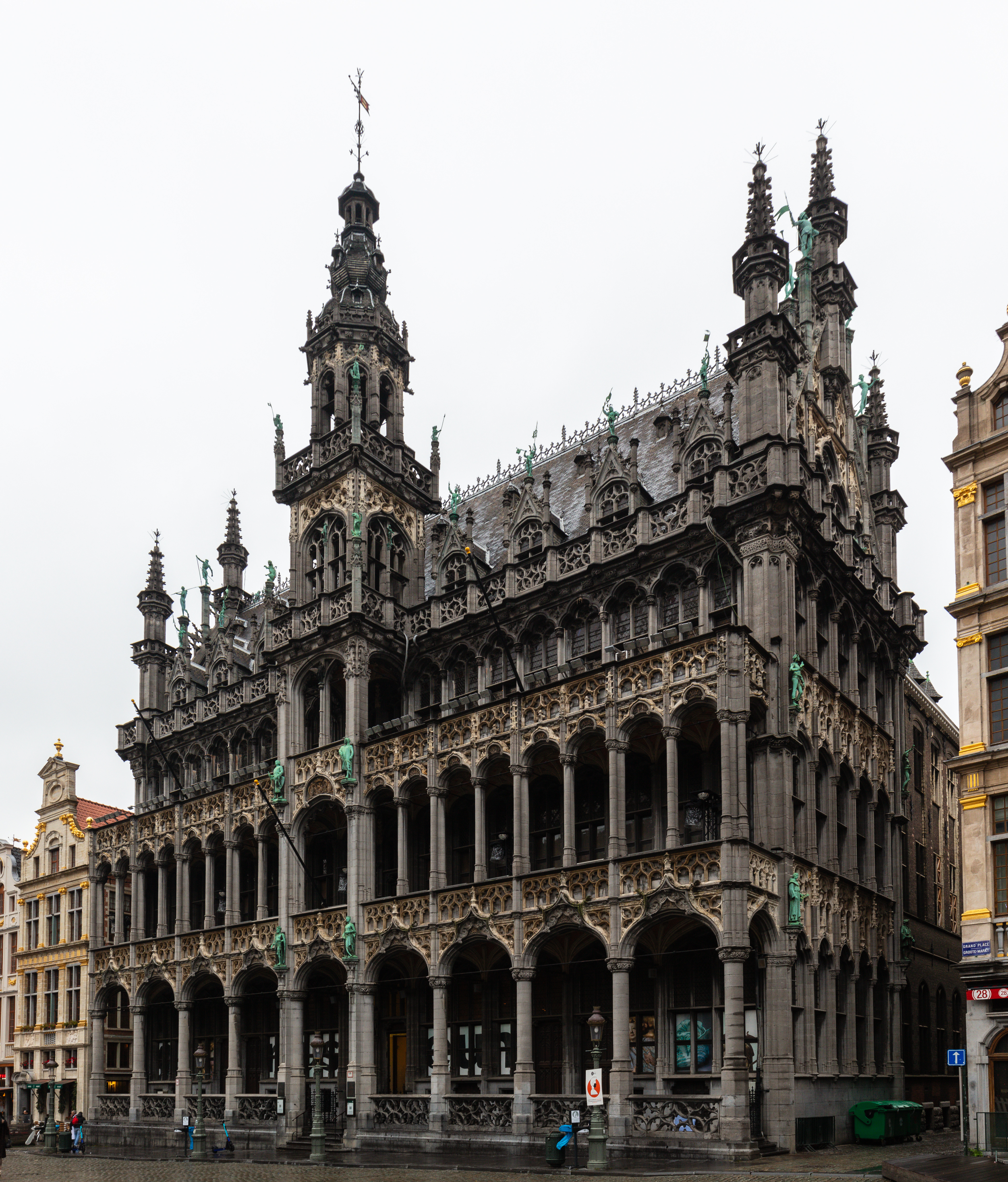
La Casa del Rey, o Broodhuis (Casa del pan).
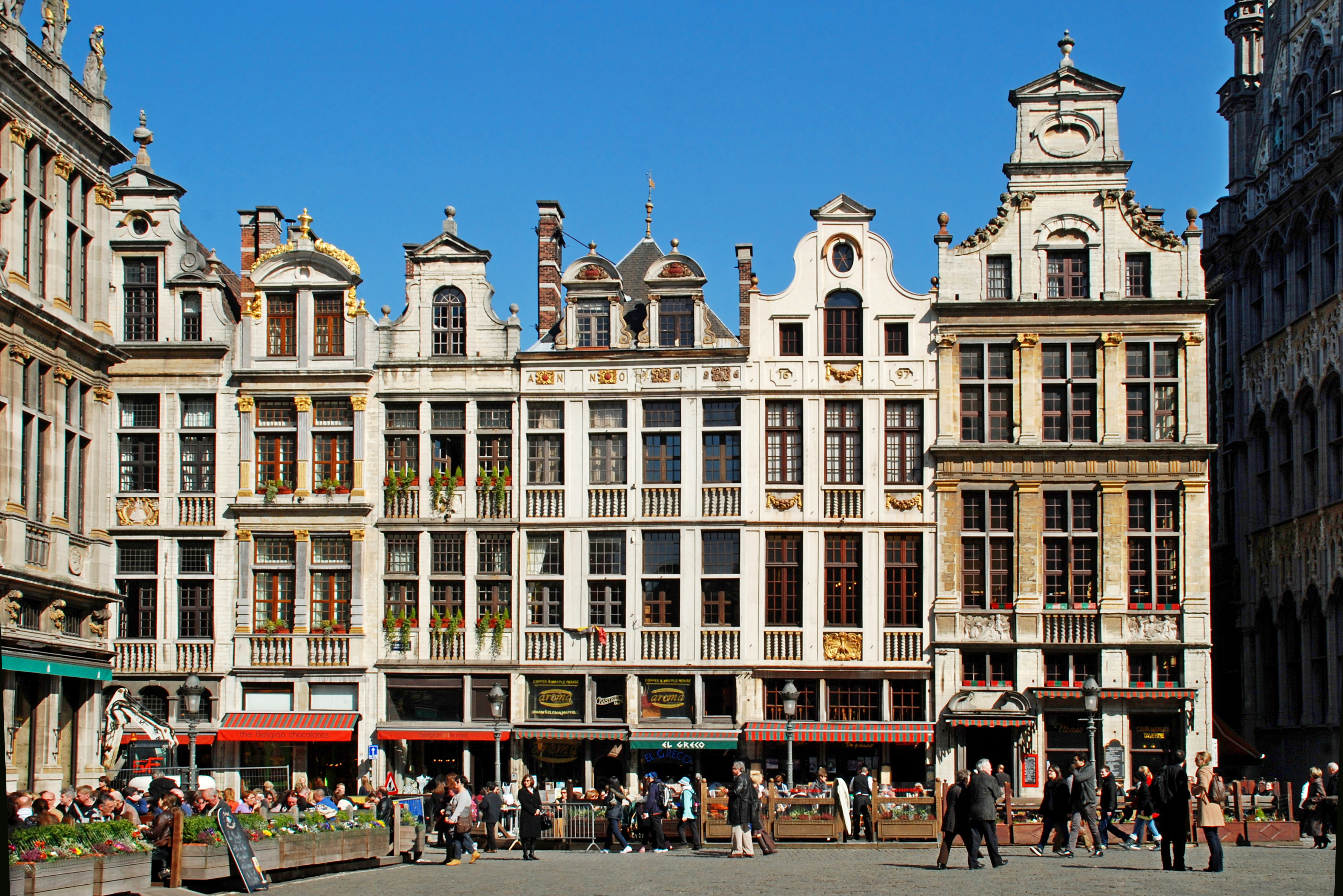
Casas del número 34 al 39 en la Grand-Place: El Yelmo (Le Heaume); El Pavo Real (Le Paon); El Zorrito (Le Petit Renard); Santa Bárbara; El Asno (L'Ane).